# Pericoma tricolor
Pericoma tricolor är en tvåvingeart som först beskrevs av Frederick Knab 1914.  Pericoma tricolor ingår i släktet Pericoma och familjen fjärilsmyggor. Inga underarter finns listade i Catalogue of Life.